# Напошту
Напошту (груз. ნაფოშტუ) — село в Грузії.
За даними перепису населення 2014 року в селі проживає 417 особи.